# 모구 형질세포양 수지상세포 종양
모구 형질세포양 수지상세포 종양(Blastic plasmacytoid dendritic cell neoplasm, BPDCN)은 드문 혈액학적 악성종양이다. 처음에는 림프구 유래 피부 림프종의 한 형태로 간주되어 CD4+CD56+ 혈피 종양, 모세포 NK 세포 림프종, 무과립 CD4+ NK 세포 백혈병으로도 명명되었다. 그러나 나중에 이 질병은 림프구가 아닌 형질세포양 수지상 세포의 악성종양으로 확인되어 모구 형질세포양 수지상세포 종양으로 명명되었다. 2016년에 세계보건기구(WHO)는 BPDCN을 골수성 신생물 분류 내 별도의 범주로 지정했다. BPDCN은 모든 혈액학적 악성종양의 0.44%를 구성하는 것으로 추정된다.
아세포성 형질세포양 수지상 세포 신생물은 피부 림프종(예: 악성 형질세포양 수지상 세포가 피부에 침윤하여 단일 또는 다중 병변을 형성함) 및 백혈병(예: 혈액 및 골수에 있는 악성 형질세포양 수지상 세포)의 특징을 지닌 공격적인 악성 종양이다. 일반적으로 이러한 임상 특징을 나타내지만 BPDCN은 특히 더 진행된 단계에서 악성 형질세포양 수지상 세포 침윤을 수반하여 간, 비장, 림프절, 중추신경계 또는 기타 조직에 손상을 줄 수도 있다. 신생물은 모든 연령대의 개인에게서 발생하지만 노인에서 우세하다. 어린이의 경우 남성과 여성에게 똑같이 영향을 주지만 성인에서는 남성에게 훨씬 더 흔하다(~75% 사례).
모구 형질세포양 수지상세포 종양은 일반적으로 혈액 악성 종양을 치료하는 데 사용되는 화학 요법에 반응한다. 그러나 너무 자주 질병이 빠르게 재발하고 약물에 대한 내성이 더 강한 형태로 재발한다. 또한, 이 질병은 골수이형성증후군과 연관되어 발생하거나 급성 골수성 백혈병으로 전환될 수 있다. 결과적으로 BPDCN은 5년 생존율이 매우 낮다. 따라서 BPDCN 치료에 대한 현재 중개 연구는 질병을 촉진할 수 있는 분자 경로를 표적으로 하는 비화학요법 요법에 초점을 맞추고 있다.